# Harry Palmer
Harry Palmer è un personaggio immaginario ideato dallo scrittore inglese Len Deighton. Nei romanzi il nome del personaggio protagonista non viene mai nominato e il suo nome, "Harry Palmer", venne reso noto solo per le cinque trasposizioni cinematografiche, nelle quali venne interpretato dall'attore Michael Caine. Il romanzo Spy Story ha dato origine al film omonimo del 1966, il cui protagonista non risulta essere Harry Palmer, bensì Patrick Armstrong, interpretato da Michael Petrovich.

## Elenco dei romanzi[4]
- La pratica Ipcress (The Ipcress File, 1962)[5]
- Neve sott'acqua (Horse Under Water, 1963)[5]
- Funerale a Berlino (Funeral in Berlin, 1964)[5]
- Un cervello da un miliardo di dollari (Billion-Dollar Brain, 1966)[5]
- Un posto caro per morire (An Expensive Place to Die, 1967)[5]
- Spy Story (1974)
- Brilla, brilla, piccola spia (Twinkle, Twinkle, Little Spy o Catch a Falling Spy, 1976)[5]

## Adattamenti

### Cinema
- Ipcress (The Ipcress File), regia di Sidney J. Furie (1965)
- Funerale a Berlino (Funeral in Berlin), regia di Guy Hamilton (1966)
- Il cervello da un miliardo di dollari (Billion Dollar Brain), regia di Ken Russell (1967)
- Spy Story, diretto da Lindsay Shonteff (1976)
- All'inseguimento della morte rossa (Bullet to Beijing), regia di George Mihalka (1995) [non basato su romanzi di Deighton]
- Intrigo a San Pietroburgo (Midnight in Saint Petersburg),[6][7] regia di Douglas Jackson (1996) [non basato su romanzi di Deighton]

### Televisione
Nel 2022 ITV ha realizzato un adattamento di Ipcress File: la miniserie britannica Harry Palmer - Il caso Ipcress, in sei puntate, con l'attore Joe Cole nella parte di Palmer.